# Kulturflüchter
Unter Kulturflüchter oder Hemerophobe versteht man in der Zoologie Tier- und in der Botanik Pflanzenarten, die die Nähe des Menschen meiden. Bei zunehmender Besiedelung und anthropogener Veränderung der Landschaft geben sie diese Lebensräume auf und verschwinden.
In der Vogelwelt sind zum Beispiel das Auerhuhn, das Haselhuhn und der Schwarzstorch ausgesprochene Kulturflüchter, unter den Insekten beispielsweise der Augsburger Bär.
Das Gegenteil sind Kulturfolger oder Hemerophile.